# Psihodelični lek
Psihodelična supstanca je psihoaktivni lek čije primarno dejstvo je promena spoznaje i percepcije. Psihodelici su deo šire klase psihoaktivnih lekova poznatih kao halucinogeni, klase koja takođe obuhvata strukturno nesrodne supstance, kao što su disocijativi i delirijanti. Za razliku od drugih lekova kao što su stimulansi i opioidi koji indukuju dobro poznata stanja svesti, psihodelici imaju tendenciju da utiču i istražuju um na način koji rezultuje u doživljajima koji su kvalitativno drugačiji od obične svesti. Psihodelično iskustvo se često poredi sa neuobičajenim formama svesti kao što su trans, meditacija, joga, religiozna ekstaza, san i čak iskustva bliske smrti. Osim nekoliko izuzetaka, većina psihodeličnih lekova se ubraja u jednu od sledećih familija hemijskih jedinjenja: triptamini (specifičnije: alkilisani triptamini), fenetilamini (alkoksi fenetilamini), i lisergamidi.
Mnogi psihodelični lekovi su ilegalni širom sveta, osim ako se koriste u medicinskom kontekstu, kao što je psihodelična terapija ili medicinski kanabis. Uprkos tih regulacija, rekreaciona upotreba psihodelika je rasprostranjena.

## Spoljašnje veze
- [http://www.maps.org/sys/w3pb.pl